# 舒普 (愛達荷州)
舒普（英語：Shoup）是位於美國愛達荷州萊姆哈伊縣的一個非建制地區。該地的面積和人口皆未知。

## 地理
舒普的座標為45°22′37″N 114°16′37″W / 45.37694°N 114.27694°W，而該地的平均海拔高度為1033米（即3389英尺）。